# Округ Перкинс (Јужна Дакота)
Перкинс (енгл. Perkins County) је округ у америчкој савезној држави Јужна Дакота.

## Демографија
По попису из 2010. године број становника је 2.982, што је 381 (-11,3%) становника мање него 2000. године.
| Група             | 2000.         | 2010.         |
| Белци             | 3.245 (96,5%) | 2.883 (96,7%) |
| Афроамериканци    | 5 (0,1%)      | 2 (0,1%)      |
| Азијати           | 8 (0,2%)      | 4 (0,1%)      |
| Хиспаноамериканци | 25 (0,7%)     | 20 (0,7%)     |
| Укупно            | 3.363         | 2.982         |